# Георги Бабулев
Георги Бабулев е български общественик, деец на късното Българско възраждане в Южна Македония.

## Биография
Бабулев е роден в костурското село Долени, тогава в Османската империя, днес Зевгостаси, Гърция. Заедно с брат си Васил Бабулев се замогва и става един от най-богатите хора в областта. Нападнати от разбойници в Долени двамата се изселват в Старичани, но след две нападения в 1883 и 1884 година отново се преселват, този път в градеца Хрупища и издигат една от най-модерните и хубави къщи в града. В 1890 година Бабулеви признават върховенството на Българската екзархия и стават едни от най-видните поддръжници на българщината в Хрупищко. През май 1900 година (или май 1899 г.) Георги Бабулев е убит на пътя Хрупища - Костур в Черната планина от подкупения от гърци Селим бей, срещу когото преди това печели съдебно дело. Убиецът е заловен и осъден на 15 години затвор.
Бабулев по своя инициатива със средства на съгражданина си, един от собственицити на чифлика Маняк Джамил бей, успява да докара по-голямото количество вода от Коловрийските извори до северозападния край на Хрупищкото поле.
Георги Христов пише за Бабулеви:
| „ | Видяхме... кога и как Бабулеви прегърнаха националната идея, как предано ѝ служили за популяризирането и осъществяването ѝ, как с купуването и построяването със собствени средства на здания за училище и черква и със своето плодотворно домакинстване поставиха българщината и нейното управление в здрава основа и как главният виновник на всичко това трагично загина, зарад тази му широка плодовита национална обществена дейност. | “ |

Георги Константинов Бистрицки пише за него:
| „ | Георги Бабулев от гр. Хрупища, голям благодетел (подарил широко пространство земя с 5 здания за училище, черква и прочее на Бълг. община в Хрупища и в центъра и най-хубавото място в градеца, а също така много нещо и в Хрупищко), убит на шосето Костур-Хрупища от Селим бега, платен агент на Костурската гръцка митрополия. Май 1899 год. | “ |